# Waiuku
Waiuku – miasto w Nowej Zelandii. Położone w północnej części Wyspy Północnej, w regionie Auckland, 8 536 mieszkańców. (dane szacunkowe - styczeń 2010).